# Tercera División de Chile 2007
El Torneo Nacional de Tercera División de Chile de 2007 fue disputado por 43 equipos de todo el país, con jugadores nacionales menores de 23 años, razón por la cual el torneo, en todas sus ediciones, es conocido como Torneo Nacional Sub-23. Participaron diversos clubes que anteriormente compitieron en el profesionalismo, incluido el último descendido Magallanes, además de debutantes como la Universidad Iberoamericana, Municipal Pozo Almonte, Provincial Temuco, Pudahuel Barrancas y Peñalolén; y filiales de clubes profesionales como Colo-Colo, Huachipato y Deportes Concepción.
El Campeonato se jugó entre marzo y diciembre de 2007, en cinco fases. Entregó un cupo de ascenso a la Primera B, obtenido por San Marcos de Arica, campeón del Torneo, y, dado que no existe una división inferior, no se ha considerado descenso. No obstante aquello, al término del campeonato fue desafiliado el elenco de Deportivo Luis Musrri, debido a que fue el equipo de peor rendimiento de los 43 que participaron del torneo (7 puntos en 26 partidos jugados).

## Movimientos divisionales
| Pos | a Primera B de Chile 2007   |
| --- | --------------------------- |
| 1º  | Municipal Iquique (Campeón) |

| Pos | Aceptados en Tercera División de Chile 2007 |
| --- | ------------------------------------------- |
| -   | Cabildo AGC                                 |
| -   | Colo Colo B (Filial)                        |
| -   | Municipal Mejillones                        |
| -   | Municipal Pozo Almonte                      |
| -   | Peñalolén                                   |
| -   | Provincial Temuco                           |
| -   | Pudahuel Barrancas                          |
| -   | Universidad Iberoamericana                  |

| Pos     | desde Primera B de Chile 2006 |
| ------- | ----------------------------- |
| 4º (LD) | Magallanes                    |

| Pos     | a Asociación de Origen |
| ------- | ---------------------- |
| 7º (ZC) | Deportes Brasil        |
| 8º (ZN) | Cooferro               |

| Pos      | Abandono de la Competencia.                |
| -------- | ------------------------------------------ |
| 5º (ZCN) | Universidad Católica B (Filial) (Disuelto) |
| 5º (ZC2) | Universidad de Chile B (Filial) (Disuelto) |
| 6º (ZN)  | Cobreloa B (Filial) (Disuelto)             |
| 6º (ZCN) | Rayo del Pacífico (Disuelto)               |
| 6º (ZCS) | Constitución Unido (Disuelto)              |
| 7º (ZC1) | Deportivo Arellano (Disuelto)              |
| 7º (ZCS) | Rengo Unido (Disuelto)                     |

## Equipos participantes
| Equipo                         | Ciudad                     |
| ------------------------------ | -------------------------- |
| Barnechea                      | Lo Barnechea               |
| Cabildo AGC                    | Cabildo                    |
| Colchagua                      | San Fernando               |
| Colo Colo B                    | Macul                      |
| Corporación Municipal de Nuñoa | Nuñoa                      |
| Deportes Cerro Navia           | Cerro Navia                |
| Deportes Concepción B          | Concepción                 |
| Deportes Ovalle                | Ovalle                     |
| Deportes Quilicura             | Quilicura                  |
| Deportes Santa Cruz            | Santa Cruz                 |
| Deportes Tocopilla             | Tocopilla                  |
| Deportes Valdivia              | Valdivia                   |
| Deportivo Arauco               | Arauco                     |
| Deportivo Luis Musrri          | Melipilla                  |
| Ferroviarios de Chile          | Estación Central           |
| General Velásquez              | San Vicente de Tagua Tagua |
| Graneros Unido                 | Graneros                   |
| Hosanna                        | La Pintana                 |
| Huachipato B                   | Talcahuano                 |
| Iberia                         | Los Ángeles                |
| Instituto Nacional             | Santiago                   |
| Juventud Puente Alto           | Puente Alto                |
| Linares Unido                  | Linares                    |
| Luis Matte Larraín             | Puente Alto                |
| Magallanes                     | Maipú                      |
| Malleco Unido                  | Angol                      |
| Municipal Alto Hospicio        | Alto Hospicio              |
| Municipal Limache              | Limache                    |
| Municipal Mejillones           | Mejillones                 |
| Municipal Pozo Almonte         | Pozo Almonte               |
| Naval                          | Talcahuano                 |
| Peñalolén                      | Peñalolén                  |
| Provincial Talagante           | Talagante                  |
| Provincial Temuco              | Temuco                     |
| Pudahuel Barrancas             | Pudahuel                   |
| Revisora Ormazábal             | Antofagasta                |
| San Antonio Unido              | San Antonio                |
| San Marcos de Arica            | Arica                      |
| Trasandino                     | Los Andes                  |
| Unión Quilpué                  | Quilpué                    |
| Universidad Arturo Prat        | Iquique                    |
| Universidad Iberoamericana     | Santiago                   |
| Universidad de Tarapacá        | Arica                      |

## Sistema de campeonato

### Primera ronda
Los 43 equipos juegan divididos en cuatro zonas:
- Zona Sur: 8 equipos
- Zona Centro-Sur: 14 equipos
- Zona Centro: 13 equipos
- Zona Norte: 8 equipos

#### Zona norte
La zona norte está conformada por ocho equipos. Se verán las caras todos contra todos, en cuatro ruedas, para totalizar 28 fechas. Al finalizar esta fase preliminar, clasificarán a la fase de play-off:
- El equipo que obtenga el mayor puntaje de la primera fase, conformada por las ruedas 1 y 2.
- El equipo que obtenga el mayor puntaje de la segunda fase, conformada por las ruedas 3 y 4.
- Los equipos que obtengan los dos mayores puntajes en la tabla de posiciones global, considerando las cuatro ruedas.

En caso de empate en puntaje, prevalecerá el criterio de la tabla global (considerando las cuatro ruedas).

#### Zona Centro
Se jugará una primera fase con 13 equipos enfrentándose todos contra todos en dos ruedas (total 24 partidos). Clasificarán a la fase de play-off:
- Los ganadores de la primera rueda.
- Los ganadores de la segunda rueda.
- Los equipos que ocupen la posición de la 1º a la 4º en la tabla de posiciones global.

#### Zona Centro-Sur
Se juega de manera idéntica a la zona Centro.

#### Zona sur
Se juega de manera idéntica a la zona Norte.

### Tercera fase

#### Zona Norte y Sur
Los dos clasificados de la Segunda Fase se enfrentan entre sí, clasificando uno a la siguiente ronda. 

#### Zona Centro y Centro-Sur
Nuevamente hay entrecruzamientos, entre los cuatro clasificados de la Segunda Fase, que deben arrojar cuatro clasificados por esta zona.

### Cuartos de final y Semifinales
En esta etapa nuevamente se ocupa la modalidad de play-off, y se enfrentan los seis clasificados de la etapa anterior (dos por cada Zona Centro; uno de la Zona Norte y uno de la Zona Sur). Clasifican a semifinales los ganadores de los tres partidos, y el mejor de los perdedores. 
Estos cuatro equipos se enfrentan entre sí en parejas definidas por sorteo. Los ganadores de estos partidos juegan la Final del campeonato.

## Desarrollo

### Primera fase

#### Zona sur
El grupo sur fue dominado por los cuatro clubes que, tradicionalmente, resultan los más fuertes. El liderazgo de Deportes Valdivia se hizo notorio a mediados del campeonato, y su ventaja de 9 puntos sobre el segundo no representó sorpresas, debido a que "El Torreón" mostró la mayor regularidad del grupo. Naval, Malleco Unido e Iberia acompañan a Valdivia a clasificar, mientras que el Deportivo Arauco logró su primer triunfo en la jornada 20, luego de 19 derrotas consecutivas.
| Pos | Equipo                | Pts | PJ | G  | E | P  | GF | GC | DIF |
| --- | --------------------- | --- | -- | -- | - | -- | -- | -- | --- |
| 1   | Deportes Valdivia     | 60  | 28 | 19 | 6 | 3  | 62 | 19 | 43  |
| 2   | Naval                 | 52  | 28 | 15 | 7 | 6  | 51 | 29 | 22  |
| 3   | Iberia                | 51  | 28 | 15 | 6 | 7  | 61 | 40 | 21  |
| 4   | Malleco Unido         | 49  | 28 | 14 | 7 | 7  | 70 | 48 | 23  |
| 5   | Huachipato B          | 44  | 28 | 11 | 8 | 8  | 40 | 33 | 7   |
| 6   | Deportes Concepción B | 23  | 28 | 6  | 5 | 17 | 52 | 59 | -7  |
| 7   | Provincial Temuco     | 21  | 28 | 6  | 3 | 19 | 36 | 72 | -36 |
| 8   | Deportivo Arauco      | 12  | 28 | 4  | 0 | 24 | 22 | 99 | -77 |

#### Zona Centro-Sur
Este grupo fue de dominación casi exclusiva del recién llegado a la categoría desde Primera B. Magallanes apenas perdió tres partidos, uno de ellos precisamente contra su escolta, Colchagua que, pese a un par de victorias contundentes (particularmente el 13-1 contra Deportivo Luis Musrri y el 11-1 contra Luis Matte Larraín), no mostró tanta regularidad como los carabeleros. 
La gran campaña de Provincial Talagante, que terminó clasificado a la siguiente ronda, fue también una sorpresa. La filial de Colo-Colo y Deportes Santa Cruz también cumplieron destacadas campañas.
| Pos | Equipo                     | Pts | PJ | G  | E | P  | GF | GC | DIF |
| --- | -------------------------- | --- | -- | -- | - | -- | -- | -- | --- |
| 1   | Magallanes                 | 65  | 26 | 21 | 2 | 3  | 71 | 19 | 52  |
| 2   | Colchagua                  | 58  | 26 | 17 | 7 | 2  | 88 | 28 | 58  |
| 3   | Colo-Colo B                | 50  | 24 | 15 | 5 | 4  | 43 | 15 | 28  |
| 4   | Linares Unido              | 49  | 26 | 15 | 4 | 7  | 50 | 28 | 22  |
| 5   | Provincial Talagante       | 48  | 26 | 14 | 6 | 6  | 48 | 37 | 11  |
| 6   | Deportes Santa Cruz        | 45  | 26 | 14 | 3 | 9  | 55 | 36 | 19  |
| 7   | San Antonio Unido          | 40  | 26 | 11 | 7 | 8  | 42 | 33 | 9   |
| 8   | Hosanna                    | 37  | 26 | 11 | 4 | 11 | 49 | 39 | 10  |
| 9   | General Velásquez          | 34  | 25 | 10 | 4 | 11 | 37 | 47 | -10 |
| 10  | Juventud Puente Alto       | 24  | 25 | 5  | 9 | 11 | 31 | 41 | -10 |
| 11  | Luis Matte Larraín         | 22  | 26 | 6  | 4 | 16 | 32 | 72 | -40 |
| 12  | Universidad Iberoamericana | 15  | 26 | 4  | 3 | 18 | 35 | 74 | -39 |
| 13  | Graneros Unido             | 12  | 26 | 2  | 6 | 18 | 31 | 81 | -50 |
| 14  | Deportivo Luis Musrri      | 7   | 26 | 1  | 4 | 21 | 18 | 80 | -62 |

|  | Desafiliado por un año por ser el peor ubicado entre las cuatro zonas. |

#### Zona Centro
Fue éste un grupo completamente dominado por el ganador, Trasandino y su escolta, Deportes Ovalle, que casi no sufrieron tropiezos en el camino. La punta se decidió debido a que Ovalle registró una segunda rueda mucho más irregular que los de Los Andes, que se hicieron más fuertes en esta fase. Instituto Nacional y Unión Quilpué cumplieron buenas campañas, que les permitieron acceder a la Segunda Ronda. 
Este grupo se hizo especialmente notorio en Chile debido a que los compactos de los partidos disputados por Ferroviarios fueron transmitidos por el reality show de CDF llamado Ferro de Corazón, dedicado a seguir los pasos del club ferroviario por el torneo. Coincidentemente, los aurinegros realizaron una de sus mejores campañas en los últimos años, rematando séptimos entre trece equipos, aunque no lograron llegar a la siguiente fase.
También clasificaron a Segunda Ronda Municipal Limache y Barnechea, mientras que Cerro Navia no tuvo contendor como colista del torneo, aunque los demás equipos santiaguinos tuvieron campañas menos que aceptables.
| Pos | Equipo             | Pts | PJ | G  | E | P  | GF | GC | DIF |
| --- | ------------------ | --- | -- | -- | - | -- | -- | -- | --- |
| 1   | Trasandino         | 60  | 24 | 19 | 3 | 2  | 57 | 11 | 46  |
| 2   | Deportes Ovalle    | 54  | 24 | 16 | 6 | 2  | 51 | 15 | 36  |
| 3   | Instituto Nacional | 46  | 24 | 14 | 4 | 6  | 49 | 26 | 23  |
| 4   | Unión Quilpué      | 43  | 24 | 12 | 7 | 5  | 48 | 24 | 24  |
| 5   | Municipal Limache  | 39  | 24 | 10 | 9 | 5  | 54 | 38 | 16  |
| 6   | Barnechea          | 37  | 24 | 11 | 4 | 9  | 41 | 33 | 8   |
| 7   | Ferroviarios       | 30  | 24 | 8  | 6 | 10 | 32 | 42 | -10 |
| 8   | Deportes Quilicura | 29  | 24 | 9  | 2 | 13 | 39 | 49 | -10 |
| 9   | Cabildo AGC        | 28  | 24 | 8  | 4 | 12 | 37 | 49 | -12 |
| 10  | Corporación Ñuñoa  | 24  | 24 | 6  | 6 | 12 | 35 | 54 | -19 |
| 11  | Pudahuel Barrancas | 19  | 24 | 5  | 4 | 15 | 35 | 57 | -22 |
| 12  | Peñalolén          | 17  | 24 | 4  | 5 | 15 | 27 | 60 | -32 |
| 13  | Cerro Navia        | 13  | 24 | 3  | 4 | 17 | 22 | 69 | -47 |

#### Zona norte
Este grupo fue dominado sin contrapeso por San Marcos de Arica, que ya no tuvo a su fuerte rival de 2006, el a la postre campeón Municipal Iquique. Salvo algunos problemas al inicio del torneo, especialmente en sus visitas a canchas de tierra, el equipo celeste dominó el campeonato hasta el final, ganando algunos partidos por goleadas expresivas, como el 8-1 a Municipal Pozo Almonte y el 10-0 a Municipal Mejillones. Los escoltas, Municipal Alto Hospicio y Universidad Arturo Prat mostraron buenas campañas, pero nunca representaron amenazas serias para el líder.
| Pos | Equipo                  | Pts | PJ | G  | E | P  | GF | GC | DIF |
| --- | ----------------------- | --- | -- | -- | - | -- | -- | -- | --- |
| 1   | San Marcos de Arica     | 67  | 28 | 21 | 4 | 3  | 81 | 19 | 62  |
| 2   | Municipal Alto Hospicio | 51  | 28 | 15 | 6 | 7  | 55 | 33 | 22  |
| 3   | Universidad Arturo Prat | 51  | 28 | 15 | 6 | 7  | 50 | 30 | 20  |
| 4   | Deportes Tocopilla      | 44  | 28 | 13 | 5 | 10 | 28 | 34 | -6  |
| 5   | Revisora Ormazábal      | 30  | 28 | 8  | 6 | 13 | 30 | 42 | -12 |
| 6   | Municipal Mejillones    | 28  | 28 | 7  | 7 | 14 | 44 | 64 | -20 |
| 7   | Municipal Pozo Almonte  | 20  | 28 | 5  | 5 | 18 | 35 | 58 | -23 |
| 8   | Universidad de Tarapacá | 20  | 28 | 5  | 5 | 18 | 25 | 58 | -33 |

### Segunda fase
Se jugó en partidos de ida y vuelta, en las fechas indicadas en cada caso. Los colores representan las zonas de cada uno de los equipos involucrados. El equipo marcado como local jugó el partido de ida en dicha condición. Los equipos en negrita clasificaron a la Tercera Fase, incluyendo los mejores perdedores de los play-offs de las zonas Centro y Centro-Sur.
La gran sorpresa de esta fase fue la eliminación de dos de los favoritos de la Zona Sur, Deportes Valdivia y Naval, en manos de Malleco Unido e Iberia respectivamente. El principal favorito de la Zona Centro-Sur, Magallanes, sorteó su escollo sin problemas, tal como lo hicieron Trasandino en la Zona Centro, y San Marcos de Arica en el Norte. Llamó la atención la clasificación de Municipal Limache como mejor tercero, luego de una expresiva derrota de 0-8 como local ante Instituto Nacional. El empate 0-0 obtenido en la visita a Quinta Normal determinó este logro.
| Fecha Ida | Fecha Vuelta | Equipo local            | Equipo visitante        | Ida | Vuelta | Global |
| --------- | ------------ | ----------------------- | ----------------------- | --- | ------ | ------ |
| 29-09     | 6-10         | Iberia                  | Naval                   | 3-1 | 3-4    | 6-5    |
| 30-09     | 7-10         | Malleco Unido           | Deportes Valdivia       | 2-1 | 1-1    | 3-2    |
| 30-09     | 7-10         | San Antonio Unido       | Magallanes              | 0-3 | 1-4    | 1-7    |
| 29-09     | 7-10         | Deportes Santa Cruz     | Colchagua               | 1-1 | 0-1    | 1-2    |
| 30-09     | 7-10         | Linares Unido           | Provincial Talagante    | 2-0 | 3-3    | 5-3    |
| 30-09     | 6-10         | Deportivo Barnechea     | Trasandino              | 1-2 | 2-3    | 3-5    |
| 29-09     | 6-10         | Unión Quilpué           | Deportes Ovalle         | 0-1 | 1-2    | 1-3    |
| 29-09     | 7-10         | Municipal Limache       | Instituto Nacional      | 0-8 | 0-0    | 0-8    |
| 29-09     | 6-10         | Deportes Tocopilla      | San Marcos de Arica     | 0-0 | 0-4    | 0-4    |
| 30-09     | 6-10         | Municipal Alto Hospicio | Universidad Arturo Prat | 2-2 | 0-2    | 2-4    |

Nota: Municipal Limache y Deportes Santa Cruz pasan a la siguiente fase como mejores perdedores de sus respectivas zonas.

### Tercera Fase
Eliminación directa en partidos de ida y vuelta. Los colores indican las zonas de procedencia de los equipos en la Primera Fase. Solo clasificaron los ganadores de cada llave, que se indican en negrita. 
Sorprendió nuevamente Malleco Unido, eliminando al favorito Iberia luego de un contundente triunfo como local (3-0). Linares Unido estuvo a un gol de arrebatarle la clasificación a Colchagua, pero finalmente se impusieron los de San Fernando, mientras que San Marcos de Arica debió dar vuelta un adverso resultado conseguido en la cancha de tierra de la Universidad Arturo Prat, en Iquique, para poder avanzar a la siguiente ronda. Magallanes, Trasandino y Deportes Ovalle tuvieron menos problemas para derrotar a sus rivales de turno.
| Fecha Ida | Fecha Vuelta | Equipo local            | Equipo visitante    | Ida | Vuelta | Global |
| --------- | ------------ | ----------------------- | ------------------- | --- | ------ | ------ |
| 13-10     | 20-10        | Malleco Unido           | Iberia              | 3-0 | 1-2    | 4-2    |
| 14-10     | 21-10        | Deportes Santa Cruz     | Magallanes          | 1-2 | 0-3    | 1-5    |
| 14-10     | 21-10        | Linares Unido           | Colchagua           | 2-3 | 2-2    | 4-5    |
| 15-10     | 20-10        | Municipal Limache       | Trasandino          | 2-3 | 1-7    | 3-10   |
| 14-10     | 20-10        | Instituto Nacional      | Deportes Ovalle     | 3-3 | 0-4    | 3-7    |
| 14-10     | 20-10        | Universidad Arturo Prat | San Marcos de Arica | 2-1 | 1-4    | 3-5    |

### Cuartos de final
Eliminación directa en partidos de ida y vuelta. Clasificaron los tres ganadores y el mejor perdedor. Esta fase significó la eliminación de uno de los favoritos, Magallanes, a manos de Trasandino. Deportes Ovalle y San Marcos de Arica se enfrentaron entre sí y clasificaron ambos: el primero, como mejor perdedor y el segundo, como ganador de la llave. El cuarteto de semifinales lo completó Colchagua.
| 3 de noviembre de 2007 | Colchagua | 1:0 | Malleco Unido |  |  |

| 27 de octubre de 2007 | Malleco Unido | 0:2 | Colchagua |  |  |

Marcador agregado 3–0. Colchagua clasifica a la Semifinal por gol de visitante.
| 27 de octubre de 2007 | San Marcos de Arica | 2:0 | Deportes Ovalle |  |  |

| 3 de noviembre de 2007 | Deportes Ovalle | 2:0 | San Marcos de Arica |  |  |

Marcador agregado 2–2. Ovalle clasifica como mejor perdedor.
| 28 de octubre de 2007 | Trasandino | 4:3 | Magallanes |  |  |

| 3 de noviembre de 2007 | Magallanes | 1:1 | Trasandino |  |  |

Marcador agregado 5–4.Trasandino clasifica a la Semifinal por gol de visitante.

### Semifinales
Durante las semifinales, San Marcos de Arica eliminó a Trasandino de Los Andes venciéndolo en los dos partidos. Mientras tanto, Colchagua debió sufrir más para derrotar a Deportes Ovalle y solo clasificó merced al gol marcado como visita en la provincia de Limarí.
| 12 de noviembre de 2007 | Colchagua | 1:0 | Deportes Ovalle |  |  |

| 10 de noviembre de 2007 | Deportes Ovalle | 2:1 | Colchagua |  |  |

Marcador agregado 2–2. Colchagua clasifica a la final por gol de visitante.
| 10 de noviembre de 2007 | San Marcos de Arica | 3:1 | Trasandino |  |  |

| 17 de noviembre de 2007 | Trasandino | 0:1 | San Marcos de Arica |  |  |

Marcador agregado 4–1. San Marcos clasifica a la final.

### Final
La final la comenzó a asegurar el equipo ariqueño luego de su estrecho triunfo por 2-1 en un Carlos Dittborn con lleno casi total. A la semana siguiente, la igualdad 1-1 obtenida en San Fernando le dio a los nortinos el título y la posibilidad de disputar la Primera B durante 2008.
| 24 de noviembre de 2007 | San Marcos de Arica          | 2:1 (1-1) | Colchagua  | Estadio Carlos Dittborn, Arica                                    |                                                                   |
|                         | Pulgar (pen.)17' Allende 65' |           | Medina 27' | Asistencia: 14.054 espectadores Árbitro(s): Mario Vásquez (Chile) | Asistencia: 14.054 espectadores Árbitro(s): Mario Vásquez (Chile) |

| 2 de diciembre de 2007 | Colchagua    | 1:1 (1-0) | San Marcos de Arica | Estadio Municipal Jorge Silva Valenzuela, San Fernando               |                                                                      |
|                        | Cárdenas 24' |           | Espinoza 73'        | Asistencia: 7.000 espectadores Árbitro(s): Miguel Valenzuela (Chile) | Asistencia: 7.000 espectadores Árbitro(s): Miguel Valenzuela (Chile) |

## Campeón
| Campeón San Marcos de Arica Asciende a Primera B |